# Arctodrilus wulikensis
Arctodrilus wulikensis är en ringmaskart som beskrevs av Brinkhurst och Kathman 1983. Arctodrilus wulikensis ingår i släktet Arctodrilus och familjen glattmaskar. Inga underarter finns listade i Catalogue of Life.